# 达维德·亚罗利姆
达维德·亚罗利姆（1979年5月17日—），是一名捷克足球运动员，司職中場。

## 生平

### 球會
亚罗利姆早於剛出道時就被德甲拜仁慕尼黑收購，但效力了三季都只能上陣一場正式比賽。2000年他毅然轉投德乙的纽伦堡，以速度和中場組織力，成為球會的核心人物。他協助過該支球會升德甲，不幸球會很快降回乙組，亚罗利姆只好於2003年轉投德甲另一支球會汉堡。
他在漢堡一直都是重心人物之一，其間上陣147場比賽，取得了11個入球。2008年夏季在原有隊長離隊後，亚罗利姆接任汉堡隊長臂章。
2012年8月30日，德甲球會汉堡公佈已經約滿33歲的亚罗利姆加盟法甲球會伊维恩，合約為期一年。
2012年11月21日，只參予5場伊维恩比賽的亚罗利姆以私人原因為理由與球會達成協議提早解約。
2013年1月15日，亚罗利姆重返捷克加盟捷克足球甲級聯賽球會博萊斯拉夫。

### 國家隊
亚罗利姆出戰過2006年世界杯和2008年欧洲國家盃，但都只打了首圈便打道回府。